# 中国美国商会
中国美国商会（The American Chamber of Commerce in the People's Republic of China，簡稱AmCham China）是一个非营利性的非政府组织，其成员包括来自在中国經營的900家美國公司的4,000名个人。商会的目的是通过一系列支持帮助美国公司在中国取得成功。中国美国商会是唯一被中华人民共和国官方认可的代表美国在華企业的商会。中国美国商会的总部设在北京市，並設有天津分会、华中分会（總部位於武汉市）和东北分会（駐地位於沈阳市和大连市）。
第一家美国企業在華商会成立于1919年，创始成員共包括8家企业，其中就有标准石油。後來该组织解散。1991年，中国美国商会作为一个無党派、非盈利的组织在中華人民共和國民政部正式注册。
2020年12月，中国美国商会在其年度答谢晚宴上宴请被美国制裁的中国共产党党员王晨，引发争议和批评。